# Fed Cup 2001
De Fed Cup werd in 2001 voor de 39e keer gehouden. De Fed Cup is de jaarlijkse internationale tenniscompetitie voor landenteams, voorbehouden aan vrouwen. Dit jaar deden 90 teams aan het toernooi mee.
Titelhouder was de Verenigde Staten. Als gevolg van de aanslagen op 11 september 2001 meldden zij zich af voor het eindtoernooi in november.
De finale werd gewonnen door België, dat Rusland versloeg met 2–1.
Alle acht deelnemers aan het eindtoernooi gingen door naar de Fed Cup 2002 Wereldgroep.

## Play-offs
Leeswaarschuwing: wedstrijden die worden aangeduid met de term "play-off" vinden normaliter achteraf plaats. In dit geval werd met play-offs begonnen, die daardoor veeleer het karakter van voorronden hadden.

### Eerste voorronde
Op 28 en 29 april vond de eerste voorronde plaats. Deelnemers waren: (a) de drie regionale zonewinnaars van het voorafgaand jaar (Argentinië, Hongarije en Japan); (b) de laagstscorende vijf deelnemers aan het wereldgroep eindtoernooi van 2000 (Australië, Italië, Kroatië, Oostenrijk en Slowakije).
| locatie            | ondergrond    | thuisspelend land | uitslag | uitspelend land | ref   |
| ------------------ | ------------- | ----------------- | ------- | --------------- | ----- |
| Bassano del Grappa | tapijt (i)    | Italië            | 4–1     | Kroatië         | [ 4 ] |
| Tokio              | hardcourt (i) | Japan             | 1–4     | Argentinië      | [ 5 ] |
| Bratislava         | gravel        | Slowakije         | 4–1     | Hongarije       | [ 6 ] |
| Adelaide           | gras          | Australië         | 5–0     | Oostenrijk      | [ 7 ] |

### Tweede voorronde
Op 21 en 22 juli vonden twee parallelle evenementen plaats.

#### Voorronde 2a
Deelnemers: de vier winnaars van de eerste ronde plus de hoogstscorende
vier deelnemers aan het wereldgroep eindtoernooi van 2000 die toen de halve
finale niet haalden. Zij bevochten toegang tot het eindtoernooi.
| winnaar van eerste ronde | score | uitdager    | ref    |
| ------------------------ | ----- | ----------- | ------ |
| Italië                   | 1–4   | Frankrijk   | [ 8 ]  |
| Argentinië               | 4–1   | Duitsland   | [ 9 ]  |
| Slowakije                | 2–3   | Rusland     | [ 10 ] |
| Australië                | 4–1   | Zwitserland | [ 11 ] |

#### Voorronde 2b
Deelnemers: de vier verliezers van de eerste ronde plus de vier winnaars
van de, in april gespeelde, regionale zonewedstrijden. Zij kregen daarmee
een kans om degradatie naar hun regionale zone te voorkomen.
| verliezer van eerste ronde | score | zonewinnaar | ref    |
| -------------------------- | ----- | ----------- | ------ |
| Kroatië                    | 4–1   | Venezuela   | [ 12 ] |
| Japan                      | 2–3   | Zweden      | [ 13 ] |
| Hongarije                  | 3–0   | Israël      | [ 14 ] |
| Oostenrijk                 | 3–2   | Indonesië   | [ 15 ] |

## Wereldgroep eindtoernooi
De vier winnaars van voorronde 2a – Rusland, Frankrijk, Argentinië en Australië – vormden de helft van de acht deelnemers aan het eindtoernooi.
Daarnaast kwalificeerden de vier halvefinalisten van de Fed Cup 2000 – Verenigde Staten, België, Tsjechië en Spanje – zich voor dit eindtoernooi. Nadat het Amerikaanse team zich had afgemeld, werd het vervangen door de hoogstgeplaatste verliezer van de play-offs 2001: Duitsland.
Het toernooi werd gespeeld in het Parque Ferial Juan Carlos I in de Spaanse hoofdstad Madrid, op overdekte gravelbanen.

### Groepsfase
Acht landen namen deel aan het eindtoernooi, verdeeld over twee groepen:
Groep A
| land       | speelsters                                                         |
| ---------- | ------------------------------------------------------------------ |
| Rusland    | Jelena Lichovtseva Jelena Bovina Jelena Dementjeva Nadja Petrova   |
| Frankrijk  | Amélie Mauresmo Nathalie Tauziat Sandrine Testud Virginie Razzano  |
| Argentinië | Paola Suárez María Emilia Salerni Clarisa Fernández Laura Montalvo |
| Tsjechië   | Denisa Chládková Květa Hrdličková Petra Cetkovská Alena Vašková    |

Groep B
| land      | speelsters                                                                        |
| --------- | --------------------------------------------------------------------------------- |
| België    | Laurence Courtois Els Callens Justine Henin Kim Clijsters                         |
| Spanje    | Gala León García Conchita Martínez Virginia Ruano Pascual Arantxa Sánchez Vicario |
| Duitsland | Scarlett Werner Barbara Rittner Bianka Lamade Martina Müller                      |
| Australië | Nicole Pratt Rachel McQuillan Evie Dominikovic Alicia Molik                       |

De groepswedstrijden werden gespeeld van 7 tot en met 10 november 2001, en resulteerden in het volgende klassement:
Groep A
| nr. | land       | w-v |
| --- | ---------- | --- |
| 1.  | Rusland    | 3–0 |
| 2.  | Frankrijk  | 2–1 |
| 3.  | Argentinië | 1–2 |
| 4.  | Tsjechië   | 0–3 |

Groep B
| nr. | land      | w-v |
| --- | --------- | --- |
| 1.  | België    | 3–0 |
| 2.  | Spanje    | 2–1 |
| 3.  | Duitsland | 1–2 |
| 4.  | Australië | 0–3 |

### Finale
| 11 november 2001 |         |   |
|                  |         |   |
|                  | België  | 2 |
|                  | Rusland | 1 |

## Regionale zones
Nederland kwam dit jaar uit in groep 1 van de Europees/Afrikaanse zone. Het team bestond uit Miriam Oremans, Kristie Boogert, Amanda Hopmans en Seda Noorlander. Zij wonnen alle drie ontmoetingen in poule A, maar verloren de beslissende ontmoeting tegen Zweden in de play-offs van groep 1. Daardoor bleef Nederland ongewijzigd in zonegroep 1.